# Udruženje Žene juga
Udruženje Žene juga osnovano je 2008. godine u Pirotu, a formalno registrovano u martu 2010. kao neprofitna, nevladina organizacija sa ciljem promocije i zaštite ljudskih prava, sa snažnim fokusom na ljudska prava žena, informisanje i ekonomsko osnaživanje ženske populacije na jugu Srbije.
Vizija organizacije je moderno društvo izgrađeno na temeljima ravnopravnosti i uvažavanja različitosti u kome žene ostvaruju sva zagarantovana prava i ravnopravno učestvuju u svim segmentima života u zajednici. 
Misija Žena juga je povećanje učešća žena u svim segmentima društva i aktivno korišćenje ženskih potencijala i resursa u razvoju lokalnih zajednica na jugu Srbije.
Rad Udruženja Žene juga usmeren je na informisanje javnosti o ljudskim pravima žena i rodnoj ravnopravnosti, edukovanje žena o njihovim pravima, istraživanje potreba i potencijala žena na prostoru južne i jugoistočne Srbije. Žene juga sarađuju sa lokalnim, državnim i internacionalnim telima i organizacijama koje deluju u oblasti ženskih prava i rodne ravnopravnosti i uključene su u donošenje i implementaciju strateških dokumenata od značaja za žensku egzistenciju u lokalnoj zajednici.

## Strateška dokumenta
- Nacionalni akcioni plan za uključivanje žena u preduzetništvo, Vlada Republike Srbije – Koordinaciono telo za rodnu ravnopravnost 2015. – 2020.
- Lokalna strategija za održivi razvoj Opštine Pirot, oblasti privreda i društvene delatnosti 2015. – 2020.
- Lokalni akcioni plan za unapređivanje položaja žena i rodne ravnopravnosti na teritoriji Opštine Pirot 2015. – 2017.
- Strategija za unapređivanje položaja žena i rodne ravnopravnosti na teritoriji Opštine Pirot 2012. – 2017.

## Članstvo
- Mreža Snaga saradnje
- Mreža Žena u crnom Srbije
- Internacionalna mreža nevladinih organizacija
- Komisija za rodnu ravnopravnost i jednake mogućnosti Opštine Pirot
- Lokalni koordinacioni tim za borbu protiv trgovine ljudima Opštine Pirot

## Projekti
Ženska medijateka osnovana je u martu 2012. godine, sa ciljem promocije i zaštite ljudskih prava žena kroz edukaciju i aktivizam. Fond Medijateke sastoji se od više od 2500 kniga, vodiča, brošura i dokumentarnih filmova o ženskim pravima, iskustvima i delovanju, kao i o radu organizacija civilnog društva na svim evropskim jezicima. Do sada je u Medijateci organizovano više od 60 događaja poput književnih večeri, dokumentarnih projekcija, radionica i drugih aktivnosti. Više od 500 posetilaca koristilo je fondove i učestvovalo u aktivnostima organizovanim u Ženskoj medijateci sa ciljem da stekne i unapredi znanje o ženskoj istoriji i delovanju ženskog pokreta širom sveta. Literatura i filmovi su poklon Centra za ženske studije Beograd, Centra za ženske studije Novi Sad, Žena u crnom, Žena na delu, Rekonstrukcije Ženskog fonda i mnogih drugih organizacija i pojedinaca koji su uložili u razvoj Ženske medijateke.
Zaustavimo trgovinu ženama (2012—2013) je projekat podizanja svesti među Romskom populacijom o rizicima i prevenciji trgovine ženama. U okviru projekta formiran je prvi Tim Romkinja vršnjačkih edukatorki protiv trgovine ljudima u Srbiji, a vršnjačka edukаcija uvrštena je u Nacionalnu strategiju za unapređenje položaja Roma u Republici Srbiji, u delu Unapređenje položaja Romkinja.
Žene protiv siromaštva (2013) je projekat edukacije žena iz marginalizovanih grupa za rad na računaru. Dvanaest žena, od kojih je većina bila iz rомсke i seoske populacije, pohađalo je tromesečni kurs računara u Ženskoj medijateci. Tokom projekta žene su unapredile funkcionalnu pismenost, povezale se i uspostavile saradnju sa organizacijama u cilju zajedničkog delovanja u oblasti unapređenja položaja žena u lokalnoj zajednici.
Mladi protiv diskriminacije (2013) je projekat vršnjačke edukacije o nenasilnoj komunikaciji i prevenciji konflikta, realizovan u osam gradova i opština južne i jugoistočne Srbije. Deset škola se uključilo u realizaciju projektnih aktivnosti, više od 350 mladih je uključeno u radionice o pravima žena, manjina i osoba sa invaliditetom, od čega je više od 30 njih preuzelo ulogu vršnjačkih edukatora o ljudskim pravima i nenasilnoj komunikaciji.
Pirot po meri žena (2013.- 2014) je javno zagovaranje sa ciljem donošenja Odluke o pristupanju izradi Akcionog plana za unapređivanje položaja žena i rodne ravnopravnosti na teritoriji Opštine Pirot. Nakon usvajanja Odluke od strane Skupštine Opštine Pirot, Udruženje Žene juga je vodilo process izrade Akcionog plana uz podršku predstavnica lokalnih institucija. Akcioni plan ima sedam stubova: Politika i javni život, Ekonomija, Obrazovanje, Prevencija i borba protiv rodno zasnovanog nasilja, Zdravlje, Informisanje i Lokalizacija Rezolucije Saveta bezbednosti Ujedinjenih Nacija 1325 Žene, mir, bezbednost. Zadaci precizirani Akcionim planom odnose se na uključivanje žena u sve nivoe odlučivanja, kreiranje sistemskih preduslova za politike rodne ravnopravnosti u ekonomiji na lokalnom nivou i uvođenje principa rodne ravnopravnosti u process kreiranja i implementacije ekonomskih i razvojnih politika.
Digitalne price za tranformaciju (2014) je projekat realizovan sa ciljem unapređenja ženskih kapaciteta za korišćenje novih tehnologija i informisanje i povezivanje žena sa teritorije Srbije i Bosne i Hercegovine. Deset žena iz sedam organizacija osnaženo je za upotrebu novih tehnologija kroz radionice o izradi digitalnih priča o stvaranju ženskog identiteta kroz iskustva života u ratu i tranziciji u zemljama bivše Jugoslavije. Tokom projekta snimljen je dokumentarni participativni video Žene koje brda premeštaju, koji je emitovan u sedam gradova Srbije i na festivalima PitchWise u Sarajevu i Femmes Fatales u Prištini.
Lokalizacija Rezolucije Saveta bezbednosti Ujedinjenih Nacija 1325 (RSBUN 1325) Žene, mir, bezbednost u Republici Srbiji (2014. – 2015) je projekat koji podstiče lokalne aktere u implementaciju RSBUN 1325 i drugih dokumenata vezanih za žene, mir i bezbednost u lokalnim zajednicama. Lokalizacija obezbeđuje povezivanje lokalnih, nacionalnih i internacionalnih politika i strategija i aktera sa ciljem sprovođenja principa Rezolucije i implementacije Nacionalnog akcionog plana za primenu RSBUN 1325 u Republici Srbiji. Proces lokalizacije ima dve komponente – trening za predstavnice/ke institucija i organizacija i izrada Smernica za lokalizaciju. Smernice su vodič za lokalne institucije kroz integraciju ciljeva RSBUN 1325 u lokalne strateške dokumente.

## Spoljašnje veze
- https://vimeo.com/96743251
- http://www.zenejuga.org/sites/default/files/Publikacija%20SRB%20www.pdf%5B%5D
- http://www.toplickevesti.com/zene-juga-predstavile-programe-za-promociju-zenskih-prava.html%5B%5D
- http://tvpirot.rs/vesti/trening_program_ene_juga%5B%5D
- https://web.archive.org/web/20150402093305/http://www.radiopirot.com/index.php?option=com_content&view=article&id=3151:udruenje-qene-jugaq-realizuju-projekat-qbez-nasilja-molimq&catid=14:nvo&Itemid=29